# きっかけ
| ウィキペディアには「きっかけ」という見出しの百科事典記事はありません（タイトルに「きっかけ」を含むページの一覧/「きっかけ」で始まるページの一覧）。 代わりにウィクショナリーのページ「きっかけ」が役に立つかもしれません。 |